# معركة كسكر
معركة كسكر معركة بين جيش المسلمين وجيش الإمبراطورية الساسانية وقعت في 634 م وهي إحدى معارك الفتح الإسلامي لبلاد فارس وانتهت بانتصار المسلمين.

## الوضع قبل المعركة والالتحام
بعد الانتصار في معركة النمارق، لحق أبو عبيد الثقفي فلول الجيش الفارسي بقيادة نرسي وأبناءه الثلاثة: بيستام، بندوييه وتيروييه. رستم فرخزاد أرسل الجالينوس لمساعدة جيش نارسي لكنه لم يصل في الوقت المناسب قبل المعركة.
استطاع جيش العرب من الانتصار مجدداً على جيش نرسي مما اضطرهم للانسحاب إلى قطسيفون، و بعدها وصلت قوات الجالينوس التي هزمت أيضاً في نفس المنطقة.